# کریس گثارد
کریس گثارد (انگلیسی: Chris Gethard؛ ‏ ‎/ˈɡɛθərd/‎؛ زادهٔ ۲۳ مهٔ ۱۹۸۰) بازیگر، کمدین و نویسنده اهل ایالات متحده آمریکا است.
از فیلم‌ها یا برنامه‌های تلویزیونی که وی در آن نقش داشته‌است، می‌توان به عصبانی‌ترین مرد در بروکلین، درنگ نکن، دیکتاتور، اون‌یکی‌ها، مرد آهنی ۳، مخمصه، شکارچیان روح، پخش زنده شنبه شب، آخرشب با جیمی فلن، لوئی، در حد مرگ کسل‌شده، کونان، اداره، پارک‌ها و تفریحات، خودمانی با ایمی شومر، نقطه کور، نیروی فضایی اشاره کرد.